# أساطير أسترالية
الميثولوجيا الأسترالية (بالإنجليزية: Australia Mythology)‏ بشكلٍ عامٍّ، تأتَّتْ، بشكل كبير، من الأوروبيين الذين استعمروا البلاد عام 1788، وأَيضًا، لقد ساهمت في تكوينها المخيلة الإبداعية المحلية، وكذلك، ما هو موجود مسبقًا من تقاليدٍ أسترالية وفدت مع المهاجرين والتي بحوزة السكان الأصليين، والتي ترتبط بما يسمى (زمن الحلم) Dream time وهو الماضي الأسطوري في الميثولوجيا الأسترالية. وكحال الأساطير في العالم، ظلت الأساطير الأسترالية حيَّةً ونشطةً من خلال التداول الشفاهي لها بين السكان الأصليين، ومن خلال الاعتبار والقيمة التاريخية التي تتضمنها، والممارسة المستمرة للطقوس الأسطورية بالإضافة إلى الاعتقاد القوي في زمن الأحلام داخل مجتمع السكان الأصليين.

## مقدمة عامة
كان في أستراليا عندما ضمتها بريطانيا في عام 1788 حوالي 300,000 من السكان الأصليين مقسمين إلى أكثر من 400 قبيلة ولم تعرف تلك القبائل الزراعة أو المعادن أو الخزف أو الكتابة ولم تدجن أي حيوان ما عدا الكلب الدنغو وتأقلموا للعيش كقبائل رحل تصيد الحيوانات وتجمع الفاكهة ولا يمكن تحديد وصولهم إلى أستراليا ولعله في الماضي السحيق قامت مجاميع من جامعي الطعام من اندونيسيا بالترحال إلى أستراليا واستوطنوا هناك وادى انعزالهم إلى ايجاد لغة خاصة بهم ولهجات قبلية.
وبالرغم من عدم وجود ثقافة مادية فتلك القبائل تمتلك نظاما اجتماعيا معقدًا ومعتقدات واهمها، إيمانهم بوجود اله سماء منفصل والهة مساعدة وكذلك ابطال. وتختلط عندهم الاسطورة بالطقوس ويعيش هذه الاساطير من يشارك في المراسم الدينية إذ يقومون بدور الأبطال الأسطوريين، وهناك شعائر طوطمية وسرية للرجال. ويقومون فيها بشرب الدماء وختان البالغين وهدف ذلك فصل الابن عن أمه وضمه إلى مجموعة المحاربين وبعد عام من الختان يدخل البالغ في طقوس أخرى ليصبح رجلا.
ويوجد كائن سماوي لدى قبائل الأراندا في أواسط أستراليا واسمه «الذي لم يخلقه احد» ويعتقدون انه كان حيا قبل زمن الأحلام ويعتقدون أن الأرواح تنبعث وتتجول في الأرض وتقوم بتجسيد المناظر الطبيعية وتخلق الرجال وتدرس البشر فن الحياة، وبعد هذه الأعمال يعودون إلى الأرض ليناموا. وفي طقوسهم لدخول مرحلة البلوغ يدرسون الفتيان فن «الالجيرا» أو زمن الأحلام وهذا الزمن يمثل قضية مركزية في طقوسهم وهو نظام قديم للتدريس الروحي. ويقومون خلال هذه الطقوس بشرب دم كبار السن وكانوا في السابق يقتلون رجلا ويأكلون من لحمه.
والسكان الأصليون لأستراليا والجزر المحيطة بها (وتشمل هذه الكلمة على حد سواء سكان جزر مضيق توريس) هم الذين سكنوا القارة الأسترالية والجزر المحيطة بها قبل الاستيطان البريطاني.

## أساطير سكان أستراليا الأصليين
إن أساطير سكان أستراليا الأصليين (والمعروفة أيضًا باسم قصص عصر الأحلام أو طرق الأحلام أو الأدب الشفهي لسكان أستراليا الأصليين) عبارة عن قصص عادة ما يرويها السكان الأصليون في كل أسرة لغات في أستراليا.
وتروي جميع هذه الأساطير بدرجة مختلفة حقائق مهمة عن المشهد المحلي لكل مجموعة سكان أصليين. وتكون هذه الأساطير على نحو فعال طبقة لجميع تضاريس القارة الأسترالية مع فارق ثقافي بسيط ومعنى أعمق، وتوفر للجماهير المختارة ما تريده من الحكمة والمعرفة المتراكمة لأسلاف السكان الأصليين في أستراليا ممن يرجع أصلهم إلى زمن سحيق.
تحتوي موسوعة ديفيد هورتون لسكان أستراليا الأصليين على مقال حول أساطير سكان أستراليا الأصليين، حيث يذكر:
«قد تعرض الخريطة الأسطورية لأستراليا آلاف الشخصيات، يتفاوتون من حيث الأهمية، ولكنهم على كل حال ذوو صلة بالأرض. وبرز بعضهم في مواقعهم الخاصة بينما بقي أمر روحي في تلك المنطقة. وجاء الآخرون من مكان آخر وذهبوا إلى مكان آخر».
«تغير شكل العديد منهم، وتحول من أو إلى كونه بشرًا أو كائنات طبيعية أو معالم طبيعية مثل الصخور، ولكن تمت ملاحظة جميع الأشياء الخاصة بحياتهم الروحية في القصور ووضعها في قصص».
وقد اتسمت أساطير سكان أستراليا الأصليين بأنها «أجزاء من التراث الشفهي في آن واحد وفي الوقت ذاته، تعد دليلاً طقوسيًا وتاريخًا للحضارة وكتبًا للجغرافيا وإلى حد أقل بكثير، تعد أيضًا دليلاً في الكوزموغرافيا».

## زمن الحلم
هو الماضي الأسطوري في الميثولوجيا الأسترالية للسكان الأصليين. وكل قبيلة من القبائل المختلفة تحدد هذا الزمن على طريقتها وحسب ظروفها الطبيعية وما جرى معها من أحداث. وهو الماضي البعيد الأول والذي كانت فيه الأرواح والآلهة والأسلاف يمشون على الأرض. وفي طقوسهم لدخول مرحلة البلوغ يدرسون الفتيان فن «الالجيرا» أو زمن الأحلام وهذا الزمن يمثل قضية مركزية في طقوسهم وهو نظام قديم للتدريس الروحي.
وتتركز بدايات الأساطير الأسترالية على نظام معتقدات السكان الأصليين المعروف باسم زمن الحلم Dreamtime، والذي يعود تاريخه إلى 65,000 عام. يعتقد السكان الأصليون أن الأرض خلقتها كائنات روحية ممثلة جسديًا بالأرض والبحر والحيوانات والناس. «كل شيء في العالم الطبيعي هو بصمة رمزية للكائنات الميتافيزيقية التي خلقت أعمالها عالمنا.»

### الأساطير الاستعمارية والفولكلور
منذ التسوية الأوروبية، تحولت الأساطير الأسترالية عن دريم تايم (زمن الحلم) Dreamtime وركزت أكثر على مُثُل العامل الأسترالي العادي. كان التمرد موضوعًا رئيسيًا قويًا، إذ مع قصص الأبطال المشتركين الذين «يضحكون في وجه الشدائد، ويواجهون صعوبات كبيرة ويتعارضون عمداً مع السلطة ومؤسساتها» حاز هذا الموضوع كل الاهتمام.

## بونييب

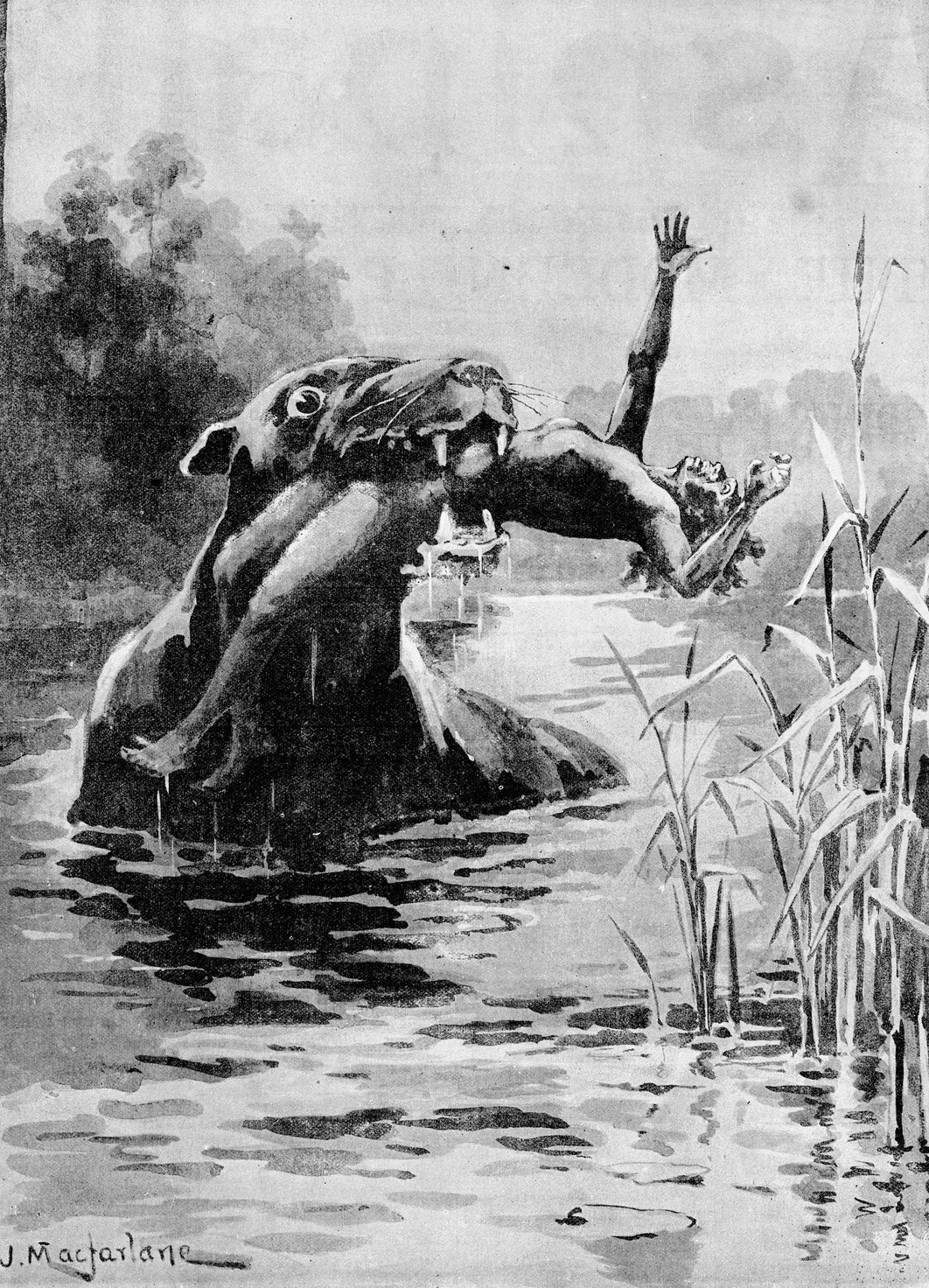
رسم تخيلي للبونيب من كتاب "أساطير سكان أستراليا الأصليين" عام 1890

بونييب Bunyip أو كيانبراتي Kianpraty  هو مخلوق أسطوري كبير من أساطير الأبوريجينال الأستراليين يقال أنه يعيش وسط المستنقعات والبرك والمجاري المائية ومقابع الأنهار وحفر الماء.
تم تتبع أصل الكلمة إلى لغة ويمبا ويمبا أو ويرغالا في جنوب شرق أستراليا. إلا أن البونييب يظهر في الحكايات الشعبية لدى مختلف القبائل الأصلية الأسترالية، على أن اسمه يختلف باختلاف القبيلة. كتب العالم روبرت هولدن في كتابه عام 2001 عن تسع كائنات من مناطق مختلفة في أستراليا للمخلوق المعروف باسم بونييب. كتب الأوربيون سجلاتهم عن المخلوق من بدايات ومنتصف القرن التاسع عشر، حيث بنوا مستوطناتهم عبر البلاد.

### المعنى
في العادة فإن كلمة بونييب تترجم بين الأبوريجينال الحديثين إلى «الشيطان» أو «الروح الشريرة». إلا هذا التعريف قد لا يتناسب مع دور البونييب في ميثولوجيا الأبوريجينال قبل اتصالهم بالبيض أو أصل الكلمة قبل تدوين ثقافتهم. تلمح بعض المصادر الحديثة إلى الصلة اللغوية بين كلمتي بونييب وبونجيل، وهو رجل عظيم خلق الجبال والأنهار والإنسان وكل الحيوانات. لا يظهر أن الكلمة كانت موجودة في المطبوعات الإنجليزية حتى أواسط أربعينات القرن التاسع عشر.
بحلول العقد التالي أصبحت كلمة بونييب في أستراليا مرادفة لكلمة محتال أو مدعي. وظهر مصطلح أرستقراطية البونييب عام 1853 الذي يصف الأستراليين الذين يطمحون لأن يصبحوا أرستقراطيين، واستخدم أول مرة من قبل رئيس الوزراء بول كيتينغ ليصف المعارضين المحافظين للحزب الليبرالي الأسترالي. ما زالت الكلمة تستعمل في أحيان في أستراليا، وقد أطلق الاسم على أماكن مثل نهر بونييب، والذي يصب في خليج ويسترنبورت في جنوب فكتوريا، وبلدة بونييب في فكتوريا.

## ياوي

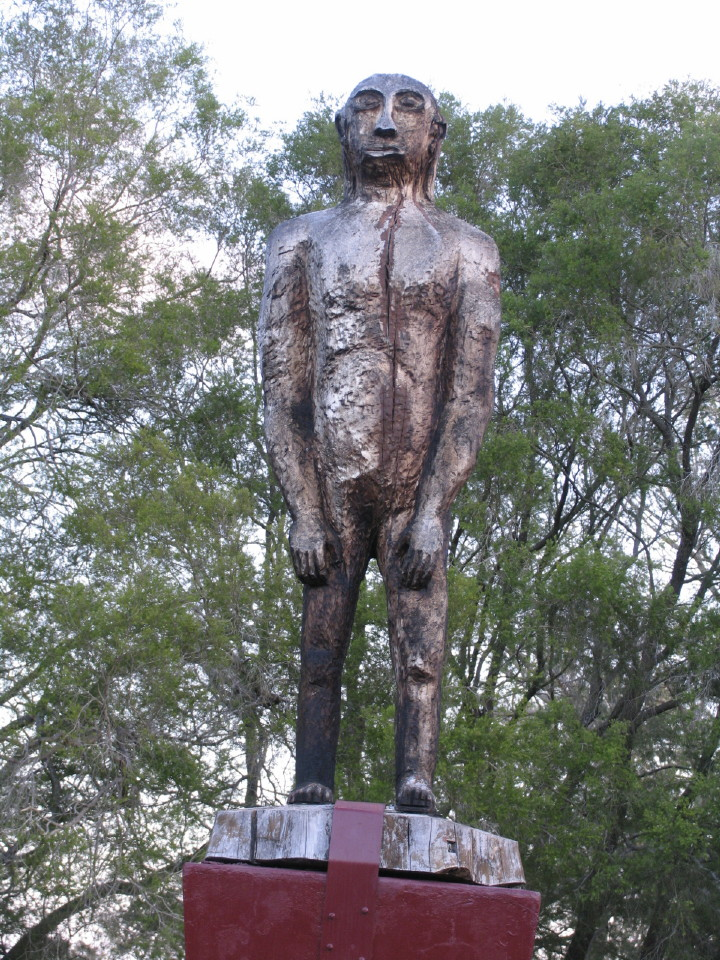
تمثال الياوي في كيلكوي في كوينزلاند

الياوي Yowie هو أحد الأسماء أعطيت لكائن أسطوري شبه بشري يقال أنه يعيش في البرية الأسترالية. وتعود جذور المخلوق إلى التاريخ الشفوي للسكان الأصليين. يعرف في أجزاء من ولاية كوينزلاند باسم كوينكين أو جوغابينا، وفي أجزاء من نيو ساوث ويلز يعرف بأسماء مثل جوروارا، مينغاوين، بوتيكان، غوبا، دولاغا، كولاغا ثولاغال. تشمل أسماء أخرى ياهو، ياروما، نوكوناه، واوي، بانكارلانكو، جومبرا تجانغارا.
ينكر الكثيرون وجود الياوي ويعتبرونه سوء تعريف لحيوان موجود وأنه موجود فقط في التراث أو أنه خدعة، كما هو الرأي السائد حول حيوان الساسكواتش في أمريكا الشمالية. هناك حيوانات مشابهة موجودة في أساطير السكان الأصليين، وبالأخص في الولايات الشرقية.